# Elżbieta Woroncowa

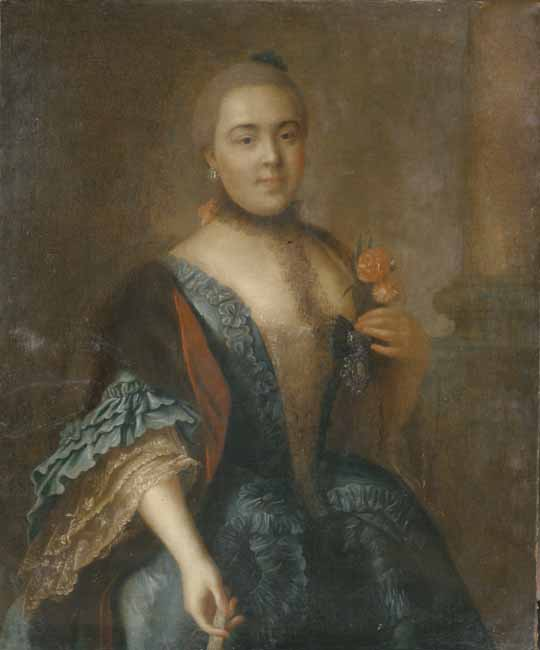
Portret nieznanej kobiety, autorstwa Aleksego Antropowa. Niekiedy uważa się, że jest to ostatni portret Elżbiety Woroncowej

Elżbieta Romanowna Woroncowa (ru. Елизавета Романовна Воронцова) (ur. 13 sierpnia 1739, zm. 2 lutego 1792 w Petersburgu) – kochanka najpierw następcy tronu, a potem cesarza rosyjskiego Piotra III. W czasie trwania tego związku, Piotr III twierdził, że ma zamiar rozwieść się ze swoją żoną Katarzyną Aleksiejewną (przyszłą cesarzową) i ożenić się z Woroncową.

## Pochodzenie
Elżbieta Romanowna Woroncowa urodziła się w znanej i bogatej arystokratycznej rodzinie posiadającej znaczne wpływy pod koniec panowania cesarzowej Elżbiety. Jej rodzicami byli hrabia Roman Woroncow, gubernator kilku uralskich prowincji, przewodniczący Dumy i jego żona Marfa Iwanowna Surmina. Zarówno jej wuj Michaił Iłłarionowicz Woroncow jak i brat Aleksander Woroncow byli kanclerzami Cesarstwa Rosyjskiego, podczas gdy jej brat Siemion Woroncow był rosyjskim ambasadorem w Wielkiej Brytanii i znanym anglofilem, a jej młodsza siostra Katarzyna Woroncowa-Daszkowa, dyrektorem dwóch rosyjskich Akademii i bliską przyjaciółką cesarzowej Katarzyny II.

## Życiorys
Po śmierci matki, w 1750, jedenastoletnia Elżbieta została wysłana do pałacu Oranienbaum jako dama dworu żony wielkiego księcia Piotra, Katarzyny Aleksiejewny. Zgodnie z ówczesnymi opisami, Elżbieta ... klęła jak żołnierz, komicznie mrużyła oczy, wydzielała brzydką woń i mówiąc opluwała swoich rozmówców. Baron de Breteuil określił jej powierzchowność słowami najbardziej leniwa i nieposłuszna frejlina. Sama Katarzyna Aleksiejewna tak opisywała ją w swoich pamiętnikach Była to dziewczynka bardzo brzydka, o oliwkowej cerze i nad wszelkie pojęcie niechlujna.. Jednakże sam wielki książę Piotr uważał młodą Woroncową za najpiękniejszą, obok księżniczki Kurlandzkiej, kobietę na dworze. Jego rosnące uczucie do dziewczyny bardzo szybko zaczęło niepokoić cały dwór. Wkrótce sama Katarzyna zaczęła nazywać Elżbietę „nową Pompadour” (co dla Francuzów było największym komplementem dla królewskiej metresy, ale dla Niemców (w tym i samej Katarzyny) największą obelgą), a kiedy wielki książę zaczął nazywać Woroncową „mą Romanowną”, sama cesarzowa Elżbieta zaprotestowała. Nie wiadomo, czy związek Piotra Fiodorowicza i Elżbiety Woroncowej kiedykolwiek został skonsumowany – wielki książę cierpiał na schorzenie członka zwane stulejką, które praktycznie uniemożliwiało stosunki seksualne, czyniąc je niezwykle bolesnymi.

Nawet gdy mu (wielkiemu księciu Piotrowi) mówiłam, że bliska jestem śmierci, nie przyszedł, by zapytać, jak się czuję. Dowiedziałam się później, że tego samego dnia przyrzekł Elżbiecie Woroncow, iż ożeni się z nią, jeśli umrę, i że oboje bardzo cieszyli się z mojej choroby.

Po tym, jak kochanek Elżbiety został cesarzem pod koniec stycznia 1762, nadał jej order św. Katarzyny (zarezerwowany dla żon cesarzy, ich córek, synowych i krewnych) i nakazał przygotować dla niej wielki apartament w niedawno wybudowanym pałacu Zimowym, położony tuż obok jego własnych, cesarskich komnat. Woroncowa towarzyszyła Piotrowi III we wszystkich jego wyprawach i przygodach, tak że ambasadorowie obcych mocarstw donosili swoim władcom, że cesarz ma zamiar rozwieść się ze swoją czarującą żoną i poślubić odrażającą Woroncową. Podobno niektóre z plotek były dziełem bliskiej przyjaciółki Katarzyny Aleksiejewny i siostry Elżbiety Woroncowej, księżnej Katarzyny Daszkowej, która wraz z cesarzową planowała obalenie Piotra III w czerwcu 1762. Kontrowersyjny jest do dziś udział Daszkowej i Woroncowej w spisku przeciwko Piotrowi III. Po obaleniu męża, Katarzyna II postarała się by już nigdy nie zobaczył ukochanej faworyty – najpierw uwięziła go w odległej wiosce, po to by później nakazać braciom Orłowom zamordowanie go. Już jako cesarzowa, Katarzyna nigdy nie podjęła żadnych kroków przeciwko kochance męża – co prawda na rok wygnała ją do jednego z położonych w okolicach Moskwy pałacyku myśliwskiego Woroncowów, ale już po niespełna dziewięciu miesiącach wezwała ją na dwór i pozwoliła żyć w spokoju. Znaczące w tym musiało być uczestnictwo Katarzyny Woroncowej-Daszkowej i jej braci w zamachu stanu, który wyniósł niemiecką wielką księżnę na tron.
Po jakimś czasie cesarzowa zaaranżowało małżeństwo swojej rywalki z pułkownikiem Aleksandrem Iwanowiczem Poliańskim (1721–1818). Ślub odbył się w Konkowie, podmiejskiej rezydencji Woroncowej. Później małżonkowie przenieśli się do Petersburga, gdzie Woroncowa mieszkała już do śmierci; nie pojawiała się już na dworze, ale często gościła w swoim pałacu cesarzową Katarzynę i hrabinę Annę Siemionownę Protasową. Podobno ostatnie lata spędziła w smutku i goryczy – miała żałować tego, że nigdy nie było jej dane zostać rosyjską carycą.
Elżbieta Woroncowa została pochowana na cmentarzu Łazarewskim tuż obok ławry Aleksandra Newskiego.

## Potomstwo
Ze związku małżeńskiego z Aleksandrem Iwanowiczem Poliańskim miała dwoje dzieci:
- Anna Aleksieksandrowna Poliańska (1766–1845), żona holenderskiego ambasadora w Petersburgu, barona Wilhelma von Hogguer (1755–1838)
- Aleksander Aleksandrowicz Poliański (1774–1818), syn chrzestny Katarzyny II, członek Tajnej Rady, Kanclerz Cesarstwa Rosyjskiego, senator. Mąż hrabiny Elżbiety Iwanowny Ribotpierre (1781–1847).